# Simon Martirossian
Simon Martirossian (em armênio: Սիմոն Մարտիրոսյան; 17 de fevereiro de 1997) é um halterofilista armênio, medalhista olímpico. 

## Carreira
Simon Martirossian começou a praticar halterofilismo aos 12 anos, sob a orientação de Achot Pilossian.
Em 2012, no Campeonato Europeu Juvenil, Martirossian ficou em terceiro lugar na categoria até 94 kg. Em 2013, conquistou a medalha de ouro no Campeonato Mundial Juvenil e no Campeonato Europeu Juvenil para atletas com menos de 17 anos.
Em 2014, na segunda edição dos Jogos Olímpicos da Juventude de Verão, realizados em Nanquim, venceu a categoria acima de 85 kg com um total de 391 kg (170 kg no arranque + 221 kg no arremesso).
Em 2016, nos Jogos Olímpicos do Rio de Janeiro, Martirossian ficou atrás apenas do atleta uzbeque Ruslan Nurudinov, conquistando a medalha de prata, na categoria até 105 kg.
Em novembro de 2018, no Campeonato Mundial em Asgabate, competindo na nova categoria até 109 kg, Simon Martirossian conquistou a medalha de ouro, estabelecendo novos recordes mundiais no arremesso (240 kg) e no total combinado (435 kg).
Em abril de 2019, no Campeonato Europeu em Batumi, tornou-se bicampeão europeu ao alcançar um total de 427 kg. Em setembro do mesmo ano, no Campeonato Mundial em Pattaya, conquistou o título mundial, com um total de 429 kg. No arranque, garantiu uma medalha de ouro ao estabelecer um novo recorde mundial (199 kg) e também ficou em primeiro lugar no arremesso (230 kg).
Em abril de 2021, no Campeonato Europeu em Moscou, Martirossian obteve o melhor resultado do arranque, mas não conseguiu completar com sucesso nenhuma tentativa no arremesso, sendo desclassificado da prova combinada. Nos Jogos Olímpicos de Tóquio, venceu no arranque com um recorde olímpico, mas perdeu na prova combinada para o atleta uzbeque Akbar Djuraev, ficando com a medalha de prata. Em dezembro de 2021, no Campeonato Mundial em Tasquente, conquistou a medalha de bronze, ficando atrás de Djuraev e Nurudinov.
Em 2023, no Campeonato Europeu em Ierevã, na categoria acima de 109 kg, Martirossian conquistou a medalha de bronze ao levantar 440 kg na soma das provas. Ele também ganhou medalhas de bronze tanto no arranque quanto no arremesso.
Em Riade, no Campeonato Mundial de 2023, o atleta armênio, competindo na categoria acima de 109 kg, ficou em quinto lugar, com um total de 450 kg na soma das provas. No arremesso, conquistou a medalha de prata.
Em fevereiro de 2024, no Campeonato Europeu em Sófia, Simon Martirossian ganhou a medalha de prata com um total de 437 kg. No arranque, levantou 190 kg, terminando em terceiro lugar; no arremesso, levantou 247 kg, ficando em segundo.
Em março de 2024, na IWF World Cup, realizada em Phuket, Martirossian competiu na categoria acima de 109 kg e terminou na quarta posição, com um total de 440 kg (195 kg no arranque + 245 kg no arremesso).
Em abril de 2025, ele voltou a competir no Campeonato Europeu, na categoria até 109 kg, conquistando a medalha de prata com um total de 406 kg (181 kg no arranco + 225 kg no arremesso).